# Zajíc africký
Zajíc africký (Lepus capensis) je druh zajíce žijící v Africe, v západních částech Asie a některých ostrovech Středomoří. Jeho domovinou jsou polopouště, křovinatá krajina, stepi, suché savany a horské oblasti tropů a subtropů. Má šedohnědou až pískovou barvu srsti a okolo očí světlý prstenec. Samice bývá větší než samec. Živí se různými částmi rostlin, především travními porosty. Uplatňuje i, podobně jako jiní zajíci a králíci, koprofágii, neboť konzumuje vlastní trus. Samice po 42 dnech březosti rodí 1–3 mláďata. Ta přicházejí na svět poměrně vyvinutá, dokáží vidět a velmi brzy i běhat. Samice může mít až 8 vrhů ročně. Zajíc africký je velmi rychlý běžec, ale navzdory tomu má množství přirozených nepřátel. Patří mezi ně například gepard, karakal, šakal, levhart nebo vlk. IUCN nemá dostatek údajů k odhadu velikosti populace, nicméně její trend je ubývající.